# Guachucal
Guachucal es un municipio  colombiano ubicado en el departamento colombiano de Nariño. Se sitúa a 99 kilómetros de San Juan de Pasto, la capital del departamento. Tiene una extensión de aproximadamente 15 020 ha.

## Toponimia
El nombre de Guachucal sería de origen Pasto, pueblo indígena que habita las tierras del sur-oriente de Nariño. La palabra significa «pueblo en lo alto del agua».

## Historia
Guachucal fue fundado por el cacique Guachalés, en el año de 1536.
El mito popular narra que al pie de Guachucal existía un inmenso lago llamado Nalnoa que se extendía desde Muellamués hasta el Espino y desde Guancha hasta las estribaciones del Azufral. En los alrededores del lago tenían como deidad al dios Iboag y lo adoraban en un templo situado en lo alto de Colimba, hasta que un día unos invasores negros llegaron al templo del dios Iboag y lo profanaron. Este se fue hasta las alturas del Gualcalá y levantando sus chontas mágicas maldijo al pueblo invasor y ordenó a las aguas del lago que se vaciaran, arrojándose estas por el Chambú y llevándose a la raza invasora.
En el año 1900, la población fue partícipe de la batalla que se libró en los campos vecinos de Colimba, Cascajal y Simancas entre el ejército católico y el liberal, saliendo derrotado el Partido Liberal.
En cuanto a la historia del municipio era ya importante a la llegada de los españoles, siendo la capital de la Provincia de los Pastos, en donde residía un teniente el cual ayudaba al cacique que era por lo general gobernador de indígenas. En cuanto al nombre Monseñor Mejía y Mejía informa que hasta fines del siglo XVII era Giochocal y que tenía que ver con la condición de los pantanos de su sumamente acuático territorio, más tarde se pronuncia Guachocal y luego Guachucal.

## Geografía
En el centro del poblado su topografía es plana, con pendientes leves a la salida de Ipiales, Cumbal y El Espino. La mayor parte de su territorio es montañoso, comprendido en el Nudo de los Pastos con 159 km². 
Su piso térmico es propiamente páramo y está a una altura de 3180 msnm y una latitud norte de 0º 57’ 50" y a 77º 43’ 50" de longitud al oeste de Greenwich. 
Es el segundo municipio más alto de Colombia después de Vetas
Tiene accidentes geográficos como el páramo Paja Blanca y el cerro de Colimba. 
Su temperatura promedio es de 11 °C, de allí que sus cultivos sean papa, haba, ulluco, oca y toda clase de verduras y hortalizas.
La cabecera municipal posee 21 400 habitantes aproximadamente, dedicados en su mayoría a la agricultura, ganadería, industria lechera y transporte.
Guachucal limita así: 
- Al norte, con el municipio de Sapuyes;
- Al sur, con los municipios de Cumbal y Cuaspud;
- Al oriente, con los municipios de Aldana y Pupiales, y
- Al occidente con los municipios de Mallama y Cumbal.

Con Pasto se comunica bien por la vía de Ipiales o por la de Túquerres, siendo estas carreteras pavimentadas en todo su trayecto. El acceso a la localidad es el siguiente: Pasto – Ipiales: 85 km, Ipiales –Guachucal: 26 km

## Economía
Es uno de los municipios económicamente más solventes del departamento de Nariño. En comparación con otros municipios, existe una menor cantidad de pobreza, debido a sus actividades económicas, a su clima frio y su situación geográfica.
Cuenta con tres resguardos indígenas de la familia Pasto-Quillacinga:
- Guachucal, Muellamués y Colimba, debido a ellos se ha logrado un gran adelanto en la localidad, son organizaciones que consiguen recursos económicos y productos alimenticios de países extranjeros, incluso hoy tienen su propio Hospital.

Tiene además 2 plantas enfriadoras de leche: 
Colacteos y Alpina con una cantidad de 60 000 litros de leche que salen con destino a Popayán, Cali y parte se lo utiliza para fabricar derivados de la leche.
Guachucal también es reconocido porque tiene el mayor y más valioso parque automotor dedicado en su totalidad a la industria y el transporte. Está integrado por un grupo de motoristas con una junta que planea cada año las festividades del gremio dedicado a la Virgen del Perpetuo Socorro en el mes de agosto.

## División Político-Administrativa
Su cabecera municipal se encuentra dividida en los barrios: Veinte de Julio, Manhathan, Libertad, Los Andes, Jorge Eliécer Gaitán, Caldas, San Francisco, Centro, Cuatro Esquinas, Los Fundadores, Citará, urbanización Libardo Benavides, La Cruz, Los Rosales, urbanización Normandía.
Guachucal tiene bajo su jurisdicción los siguientes Centros poblados:

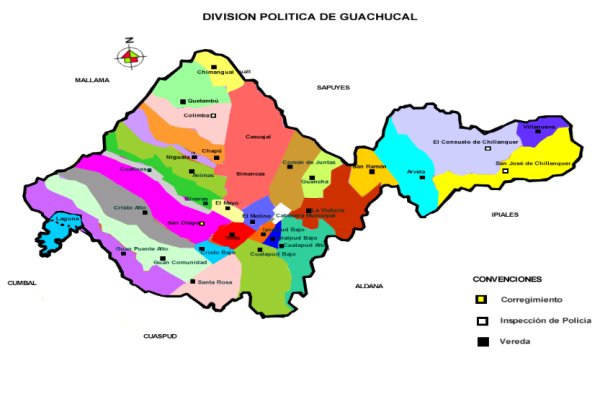
División Política de Guachucal.

- Arvela
- Colimba
- El Consuelo de Chillanquer
- La Victoria
- Quetambúd
- San Diego de Muellamues
- San José de Chillanquer

### Veredas
Además, el municipio esta compuesto con las siguientes veredas:
Guán Comunidad, Tinta, Cuatines, Riveras, Ánimas, El Mayo, Cualapud Alto, Cualapud Bajo, Ipialpud Bajo, Ipialpud Alto, La Comunidad, Guancha, San Ramón, Los Ángeles, Chimangual, Simancas, Chapud, Niguala, Sayalpud, Cristo Alto, Cristo Bajo, Guán Puente Alto, Santa Rosa, Tinta Chamunteo, Común de Juntas, Guancha, El Molino, Villa Nueva.

## Cultura
La cultura de Guachucal es hija de la española, pero esta herencia se hace más vigorosa en la religión, el idioma y las costumbres.
La mayoría de la población es cristiana, aproximadamente el 99 %.
La forma de vestir es propia de clima frío: el hombre acostumbra a ponerse la ruana, el sombrero o gorra, los sacos de lana, chaquetas térmicas. La mujer es recatada, lleva su ruana o chal, su falda, su saco de lana. Se ha perdido en la mujer el peinarse con trenzas, ponerse su alpargata y usar su follado (faldas largas de lana de oveja) y su refajo (falda de lana que se ponían antes del follado), de igual manera el hombre ha dejado ya la alpargata; se está perdiendo el sombrero de paño y la ruana de lana de oveja.
En cuanto al idioma, predomina únicamente el español. Los indígenas de la región no tienen su idioma autóctono, incluso han perdido muchas costumbres y tradiciones, conservando solamente algunas raíces en el cabildo, sobre todo en la repartición de tierras.
El municipio también tiene un Juzgado Promiscuo, un Palacio Municipal, una Casa Parroquial, un convento, una fiscalía, una Inspección de Tránsito, una Inspección de Policía, un coliseo, un estadio municipal y un matadero municipal. En lo que se hace a servicios públicos cuenta con Banco Agrario, Umata, Hospital, energía eléctrica, acueducto, mercado de víveres, mercado de ganado catalogado como el mejor del departamento de Nariño. 

### Emisoras de radio
En la actualidad Guachucal es muy reconocida gracias a sus emisoras de radio, que a principios del siglo XXI han tenido un auge muy importante. Varias de ellas transmiten en internet, destacándolas como las emisoras de mayor audiencia en el departamento de Nariño.

### Instituciones educativas
En materia educativa, Guachucal cuenta con cuatro colegios, uno situado en la zona urbana (fusión primaria y secundaria) y los otros en los Resguardos de Chillanquer, Colimba y Muellamues. Todas sus veredas cuentan con escuelas de preescolar y primaria. Aproximadamente cinco mil estudiantes reciben educación.

## Símbolos

### Escudo de Guachucal
Autor: W. Libardo Pantoja Yépez (1990)
Reconstrucción y digitalización: W. Libardo Pantoja Yépez, Luis Alirio Jurado Oliva (2016)
Los elementos constitutivos del escudo con su respectivo significado, se detallan a continuación:
- Detrás del escudo aparecen entrecruzadas las banderas de Guachucal (a la izquierda) y de Colombia (a la derecha). Guachucal es municipio cercano a la frontera y por ello la importancia estratégica y económica de su ubicación.

- En la parte superior está el sol. Los pueblos indígenas que habitaron el territorio guachucalense (los pastos) rendían culto al sol porque como agricultores conocían sus beneficios. Una cinta atraviesa el sol con la leyenda «Guachucal - Nariño».

- En la parte superior del escudo está el Cerro (o Morro) de Colimba, que es una de las montañas más representativas y emblemáticas de la región. Guachucal está bordeada por la cordillera occidental que embellece el paisaje guachucalense. A manera de guardián, el Morro de Colimba es bastante particular por su forma piramidal, y representa la protección, pues pareciera que un niño se apoya en su madre (la montaña izquierda más pequeña recostada de la grande).

- En el centro aparece un libro abierto en cuyas páginas está la primera estrofa del himno de Guachucal. Representa la sabiduría y la cultura de su gente: poetas, escritores, narradores, educadores, así como la rica y amplia sabiduría popular de la región.

- En la parte inferior izquierda está representada la zona agrícola y ganadera de la región. Guachucal tiene la mayor parte de su territorio montañoso, por ello en esta parte del escudo se aprecian sus montañas y cultivos propios del clima frío. La mayoría de la gente de Guachucal se dedica a la industria lechera, por ello la vaca es un símbolo de esta noble actividad. Además, el bastón de mando representa los 3 resguardos indígenas de la región: Guachucal, Muellamués y Colimba. La mayoría de habitantes de Guachucal son indígenas, personas de paz y trabajo.

- La parte inferior derecha representa el gremio de motoristas de Guachucal dedicados al transporte, quienes cada año organizan las festividades dedicadas a la Virgen del Perpetuo Socorro en el mes de agosto. Por ello, aparecen como símbolos un volante y una carretera para representar la industria del transporte tanto de pasajeros como de carga. También aparece  El Templo San Juan Bautista que es una edificación que embellece el parque principal de Guachucal. Este templo representa la religiosidad y espiritualidad de sus habitantes. El Templo y los motoristas están íntimamente relacionados debido a las fiestas patronales.

### Bandera de Guachucal
Se crea el 28 de octubre de 1983 según el Decreto 031. Lleva en la parte horizontal el color blanco, simbolizando la «pureza» del municipio; en la parte inferior lleva el color verde; y en el centro, hay un sol con 16 picos, que representan «la belleza y la riqueza» de Guachucal. 

### Himno de Guachucal
Himno de Guachucal

Autor de letra: Ismael Oliva

Autor música: Francisco Campiño

Coro
¡Salve A ti Guachucal; a tu alma: gloria
Lauro eterno a tus sienes la fama
ha ceñido: por eso la historia
con honor tus blasones proclama!
1
En la prole de Marte fulgura
de los bravos Aguirres la espada!
y de Llana la inhiesta figura
que en sus ritmos quedó cincelada.
2
¡Salve a ti por tu gloria, que en el ala
de la ciencia irradió la lumbrera;
en el faro: el perínclito Ayala
y el ara bendita: un Cabrera!
3
¡Gloria y prez al pasado glorioso
que hoy te exhibe muy sabia y valiente
Guachucal: de tu triunfo radioso
alza el vuelo, cual cóndor al frente!
4
A tu frente el Cumbal se levanta
coronado de albura y de luz
y en mijares sublimes encanta
cuando arroja la tarde el capuz.
5
Ondulante, en el fondo, descuella,
de esmeraldas un lago a tus pies
donde el cielo retrata su huella
y engalanan las nubes su tez.
6
Allá lejos, mostrando el ocaso
Gualcalá, silencioso, se envuelve
en un manto de tul y de raso
que en girones el viento disuelve.
7
Hay perpetuo un acorde en tus cimas
de huracanes y cierzos marciales
cuando, cual bella sultana, te empinas
sobre blancos y gris pajonales.
8
Primavera perpetua es tu idilio
y tu flora es eterna, y tus mies,
alimenta al que llega en exilio
de otra playas lloroso tal vez.
9
Cincelados los ríspidos picos
por el rayo han vertido un licor
a tus valles frondosos y ricos
de cascadas y linfas de albor.
10
¡Todo tienes; mi valle querido!
odo encanta en tu cielo turquí,
las palomas que arrullan su nido
y el verdino siempre colibrí!
11
¡Todo tienes: color, vida y lumbre,
perspectiva poética audaz;
pero tienes también pesadumbre
que sin ella no hay gozo y solaz.